# لرد برنرز

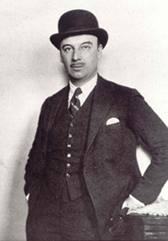

لرد برنرز (به انگلیسی: Lord Berners) با نام کامل جرالد هیو تایروایت-ویلسون، بارون برنرز (به انگلیسی: Gerald Hugh Tyrwhitt-Wilson, 14th Baron Berners) (زاده ۱۸ سپتامبر ۱۸۸۳ آرلی پارک، بریجنورت - درگذشته ۱۹ آوریل ۱۹۵۰ لندن) نقاش، نویسنده و دیپلمات بود.
به جز چند درس هارمونی در درسدن و راهنمایی‌های (کاسلا) و (استراوینسکی)، در زمینهٔ موسیقی خودآموخته بود. اثر او که گاه شبیه به آثار (ساتی) است، اغلب طنز را با حساسیتی شاعرانه درهم می‌آمیزد.

## کارهای اصلی
- «درشکهٔ سن سکرمان» (۱۹۲۳ اپرا کمیک)
- ۵ باله
- «پیروزی نپتون» (۱۹۲۶) برای (دیاگیلف)
- «فانتزی اسپانیول» برای ارکستر
- قطعاتی برای پیانو و ملودی‌ها